# Korshinskia bupleuroides
Korshinskia bupleuroides är en flockblommig växtart som beskrevs av Jevgenij Korovin. Korshinskia bupleuroides ingår i släktet Korshinskia och familjen flockblommiga växter. Inga underarter finns listade i Catalogue of Life.